# Diocesi di Suzhou
La diocesi di Suzhou (in latino: Dioecesis Suceuvensis) è una sede della Chiesa cattolica in Cina suffraganea dell'arcidiocesi di Nanchino.

## Territorio
La diocesi comprende parte della provincia cinese dello Jiangsu.
Sede vescovile è la città di Suzhou, dove si trova la cattedrale di Nostra Signora dei Sette Dolori.

## Storia
La diocesi è stata eretta l'11 aprile 1946 con la bolla Quotidie Nos di papa Pio XII, ricavandone il territorio dalla diocesi di Shanghai.
Probabilmente però l'erezione non ebbe effetto, perché il 9 giugno 1949 la bolla Quo catholicae fidei dello stesso papa Pio XII ha disposto l'erezione della medesima diocesi.
Monsignor Ignazio Kung Pin-mei, dopo la sua nomina a Shanghai, fu nominato amministratore apostolico di Suzhou. Successivi vescovi ufficiali di Suzhou furono i prelati Shen Chuming, vescovo dal 1956 al 1968, e Matthias Ma Longlin, vescovo dal 1981 al 1999. Dopo sette anni di sede vacante, il 20 aprile 2006 è stato ordinato vescovo monsignor Joseph Xu Honggen, con l'assenso sia della Santa Sede che delle autorità cinesi.

## Cronotassi dei vescovi
Si omettono i periodi di sede vacante non superiori ai 2 anni o non storicamente accertati.
- Ignazio Kung Pin-mei † (9 giugno 1949 - 15 luglio 1950 nominato vescovo di Shanghai)
  - Sede vacante
  - Ignazio Kung Pin-mei † (15 luglio 1950 - 12 marzo 2000 deceduto) (amministratore apostolico clandestino)
  - Shen Chuming † (15 novembre 1959 consacrato - 1968 ? deceduto) (vescovo ufficiale)
  - Matthias Ma Longlin † (24 luglio 1981 consacrato - 8 giugno 1999 deceduto) (vescovo ufficiale)
  - Joseph Fan Zhong-liang † (12 marzo 2000 - 2005 dimesso) (amministratore apostolico clandestino)
  - Joseph Xu Honggen, consacrato il 20 aprile 2006